# Knud Valdemarsen
Knud Valdemarsen (født ca. 1205, død 5. oktober 1260) var en dansk hertug. Knud Valdemarsen var illegitim søn af kong Valdemar 2. Sejr og dennes svenske frille Helena Guttormsdatter, der var enke efter Esbern Snare.
Valdemar Sejr skænkede Knud flere besiddelser i Sverige[kilde mangler], og i 1219 gjorde Valdemar Sejr Knud til hertug af Estland og overlod ham flere godser i Harrien. Knud opholdt sig Estland i hvert fald i årene 1222-23 i en periode, hvor Hertugdømmet var involveret i kampe mod oprørere fra Estland støttet af russere. I 1227 blev danskerne fordrevet af Den Tyske Orden og Knud mistede sit hertugdømme, men han beholdt dog titlen. Efter tabet af hertugdømmet i Estland modtog Knud i 1242 et nyt hertugdømme i Blekinge.
I 1246 støttede Knud, nu som hertug over Blekinge, Abels og Christoffers oprør mod kong Erik 4. Plovpenning. Under oprøret blev Knud taget til fange og blev sat i fangenskab på Stegehus på Møn., hvorfra han dog blev befriet omkring 1247-48 af lübeckerne. Han blev hertug af Lolland i 1249. Kort før sin død i 1260 ombyttede Knud sit len i Blekinge med Lolland.

## Familie
Knud var gift med Hedevig, datter af den pommerske hertug Svantopolk 2.
Han fik to sønner; Erik Knudsen Skarsholm (død 1304), der blev dansk drost og hertug i Sønderhalland og Svantepolk Knutsson (død 1310), der arvede faderens godser i Sverige og blev en af Sveriges stormænd. Knud havde endvidere en datter, Cæcilia, der blev gift med Philip, der formentlig tilhørte Folkungaslægten.
Knud Valdemarsen er begravet i Ringsted Kirke.